# Doliops sklodowskii
Doliops sklodowskii es una especie de escarabajo del género Doliops, familia Cerambycidae. Fue descrita científicamente por Barševskis en 2013.
Habita en Filipinas. Los machos y las hembras miden aproximadamente 13 mm. El período de vuelo de esta especie ocurre en los meses de abril, junio, agosto, octubre y noviembre.